# Nautisches Departement im Reichsmarineamt

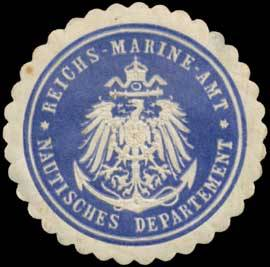
Siegelmarke des Nautischen Departments

Das Reichsmarineamt (RMA) wurde mit Allerhöchster Kabinettsorder vom 30. März 1889 eingerichtet und hierin anfangs bis 1893 das Hydrographische Amt eingerichtet.
Bis 1907 war es die Nautische Abteilung und dann bis 1919 das Nautische Departement (H).

## Vorgeschichte

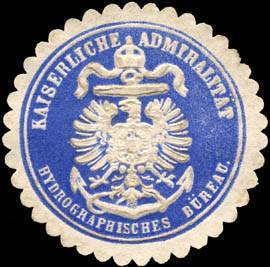
Siegelmarke des Hydrographischen Büreau

Von 1861 bis 1879 hatte mit dem Hydrographischen Bureau bei der Admiralität und anschließend dort als Hydrographische Amt bereits Vorläuferorganisationen existiert.

## Nachfolgeorganisationen
Bis 1919 existierte formal das Nautische Departement im Reichsmarineamt. Im Oktober 1919 wurde daraus als Nachfolgeorganisation die Nautische Abteilung (BH) im Allgemeinen Marineamt.
Mit der Umorganisation des OKM wurde am 31. Oktober 1939 aus der Nautischen Abteilung die Amtsgruppe Nautik (AH) im Marinekommandoamt. Diese kam im Mai 1941 zum Chef des Stabes der Seekriegsleitung als Skl H, später als 6/Skl.

## Aufgaben
Das Nautische Departement (H) hatte das Seekartenwesen inkl. der Navigation als Aufgabe. Darunter fiel auch die Vermessung und das Lotsenwesen mit den Leuchtfeuern und Seezeichen. Alle bei dieser Aufgabe anfallenden Verwaltungsfragen wurden ebenfalls von der Abteilung geklärt.

## Vorstände
Hydrographisches Bureau:
- Leutnant zur See, I. Klasse Johann Lehmann: von 1861 bis 1863
- Leutnant zur See, I. Klasse/Kapitänleutnant Otto Heinrich Olberg: von 1863 bis 1865
- Kapitänleutnant Ferdinand Georg Krausnick: von 1865 bis 1867
- Kapitänleutnant Karl von Eisendecher: von 1867 bis 1869
- Korvettenkapitän Paul von Reibnitz: 1870/71
- Korvettenkapitän Paul Grapow: 1871/72
- Korvettenkapitän/Kapitän zur See Eduard von Knorr: von Februar 1872 bis Mitte August 1874
- unbesetzt: von Mitte August 1874 bis Mitte August 1876
- Kapitän zur See Georg von Schleinitz: von Mitte August 1876 bis Anfang April 1879

Hydrographisches Amt:
- Kapitän zur See/Konteradmiral Georg von Schleinitz: von Dezember 1879 bis Anfang April 1886
- Konteradmiral Karl Paschen: von Anfang April 1886 bis Januar 1889
- Kapitän zur See/Konteradmiral Georg von Hollen: von Februar 1889 bis Mai 1891
- Kapitän zur See/Konteradmiral Paul Hoffmann: von Juni 1891 bis Mai 1893

Nautische Abteilung (H):
- Konteradmiral Paul Hoffmann: von Mai 1893 bis Oktober 1894
- Kapitän zur See Curt von Prittwitz und Gaffron: von Oktober 1894 bis September 1896
- Konteradmiral Max Plüddemann: von September 1896 bis August 1897
- Kapitän zur See Friedrich von Baudissin: von September 1897 bis Oktober 1898
- Kapitän zur See/Konteradmiral Ernst von Frantzius: von November 1898 bis September 1900
- Kapitän zur See/Konteradmiral Gustav Schmidt: von September 1900 bis Februar 1903
- Kapitän zur See/Konteradmiral Friedrich Vüllers: von Februar 1903 bis April 1906
- unbesetzt: von April 1906 bis September 1906
- Kapitän zur See/Konteradmiral Raimund Winkler: von Oktober 1906 bis März 1908

## Direktoren des Nautischen Departements
- Konteradmiral/Vizeadmiral Raimund Winkler: von April 1908 April 1911
- Vizeadmiral Max von Grapow: von April 1911 bis August 1914
- Kapitän zur See Theodor Frey: mit der Wahrnehmung der Geschäfte von September 1914 bis Februar 1915 beauftragt
- Vizeadmiral z. D. Raimund Winkler: mit der Wahrnehmung der Geschäfte von Februar 1915 bis Mai 1915 beauftragt
- Admiral Max von Grapow: von Mai 1915 bis September 1915
- Konteradmiral/Vizeadmiral Friedrich Gädecke: von September 1915 bis Dezember 1916
- Vizeadmiral Hermann Alberts: von Dezember 1916 bis Mai 1918
- Konteradmiral Karl Heuser: von Mai 1918 bis September 1919
- Kapitän zur See Paul Nippe: September 1919

## Abteilungschefs der Nautischen Abteilung
- Fregattenkapitän/Kapitän zur See Martin Hosemann: von November 1919 bis Januar 1921
- Kapitän zur See Hans Quaet-Faslem: von Januar 1921 bis September 1921
- Kapitän zur See Wilhelm Prentzel: von Oktober 1921 bis Februar 1924
- unbesetzt: von Februar 1924 bis Oktober 1924
- Kapitän zur See Fritz Schweppe: von Oktober 1924 bis Oktober 1926
- Kapitän zur See Carl August Claussen: von Oktober 1926 bis September 1930
- Kapitän zur See Walther Koehler: von September 1930 bis September 1932
- Kapitän zur See Waldemar Bender: von September 1932 bis Oktober 1939

## Amtsgruppenchefs (AH, Skl H bzw. 6/Skl)
- Kapitän zur See/Konteradmiral/Vizeadmiral Friedrich-Wilhelm Kurze: von Oktober 1939 bis Dezember 1944
- Konteradmiral Otto Fein: von Dezember 1944 bis Juli 1945

## Gliederung
1917
- Hydrographische Sektion (H I)
  - Nautische Vermessungen (H Ia)
  - Seekartenwesen (H Ib)
  - Nautisches Nachrichtenwesen, Seehandbücher  (H Ic)
- Navigation, Seewarte, Observatorien (H II)
- Küsten-, Seezeichen- und Lotsenwesen (H III)
- Nautisches Instrumentenwesen, mit Ausnahme der optischen Instrumente (H IV)
- Technische Angelegenheiten des Küsten-, Seezeichen- und Küstensignalwesens (H V)
- Allgemeine Schiffahrtsangelegenheiten, Küsten- und Hochseefischerei (H VI)
- Wissenschaftliche Angelegenheiten der Nautik, Wetterdienst, Luftnavigation; Optische Instrumente (H VIII)

1919
- Vermessungen, Betonnungs- und Lotsenwesen der Jade (H I)
- Wissenschaftliche Angelegenheiten der Navigation, Astronomie, Meteorologie, Wetterdienst usw. (H II)
- Marineangelegenheiten nautischer Fragen, Seekartenwesen (H III)
- Nautisches Instrumentenwesen (H IV)